# Marcipa angulina
Marcipa angulina là một loài bướm đêm trong họ Erebidae.